# 3654 AAS
3654 AAS (1949 QH1, 1939 UQ, 1949 SN, 1956 UO, 1973 SF3, 1973 UY, 1980 WN2, 1983 NZ, 3654 AAS) — астероїд головного поясу.
Тіссеранів параметр щодо Юпітера — 3,591.